# Carl zu Solms-Braunfels

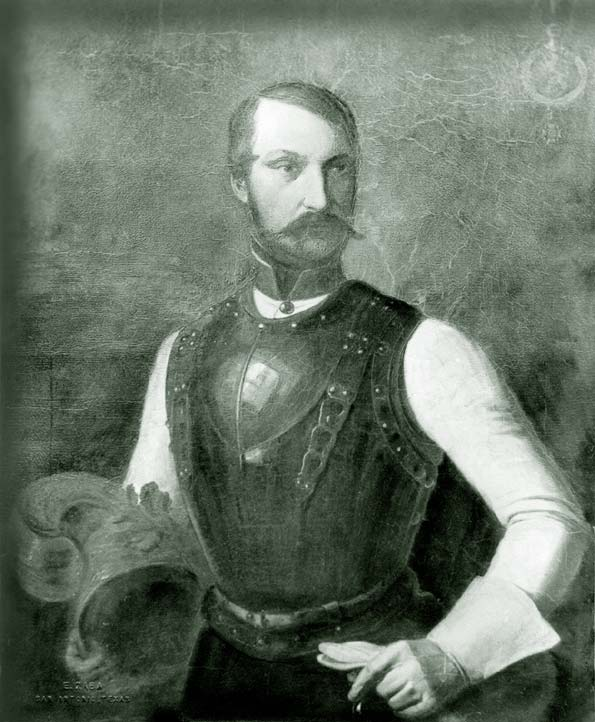
Carl Prinz zu Solms-Braunfels (um 1850)

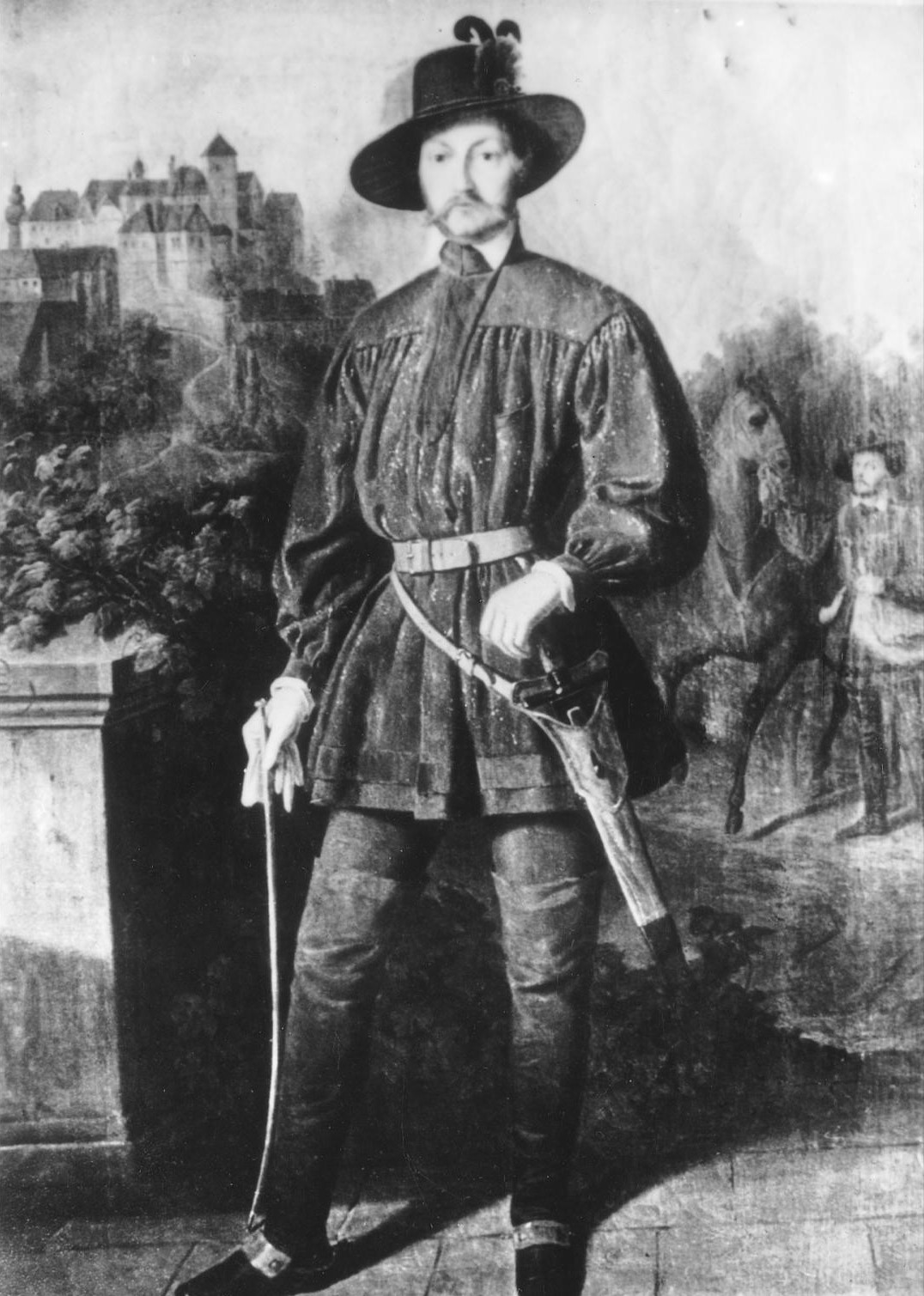
Carl Prinz zu Solms-Braunfels vor Schloss Braunfels

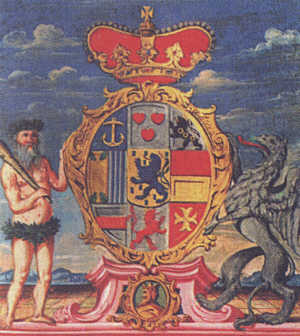
Das Wappen des Fürstenhauses zu Solms-Braunfels

Friedrich Wilhelm Carl Ludwig Georg Alfred Alexander Prinz zu Solms-Braunfels, genannt Texas-Carl (* 27. Juli 1812 in Neustrelitz; † 13. November 1875 auf Schloss Rheingrafenstein bei Kreuznach) war k.u.k. österreichisch-ungarischer Feldmarschallleutnant und Gründer der Siedlung New Braunfels, Comal County in Texas (USA).

## Familie
Carl zu Solms-Braunfels entstammte dem edelfreien Geschlecht der Prinzen zu Solms-Braunfels, einer Linie des Adelsgeschlechts Solms, und war der jüngste Sohn des Friedrich Wilhelm Prinz zu Solms-Braunfels (1770–1814) und der Friederike von Mecklenburg-Strelitz (1778–1841).
Er heiratete 1834 heimlich in einer morganatischen Ehe Louise Beyrich, trennte sich aber – wohl auf Druck der Familie – Anfang 1841 wieder von ihr und bewirkte (mitsamt Apanage) ihre Erhebung als Louise von Schönau in den großherzoglich hessischen Adelsstand (Darmstadt am 25. März 1841). Mit Louise hatte er die drei Kinder Marie (* 1835), Karl (* 1837) und Melanie (* 1840). Sohn Karl wurde am 20. März 1912 in der königlich bayerischen Adelsklasse immatrikuliert als Karl von Schoenau, Privatier in München.
Aus Texas zurückgekehrt, heiratete Solms am 3. Dezember 1845 in Bendorf am Rhein (Rheinland-Pfalz) Sophie Prinzessin zu Löwenstein-Wertheim-Rosenberg (* 9. August 1814 in Neustadt am Main, Unterfranken, Bayern; † 9. Januar 1876 in Kreuznach), verwitwete Prinzessin zu Salm-Salm, die Tochter des Constantin Fürst zu Löwenstein-Wertheim-Rosenberg und der Maria Kreszentia Gräfin von Königsegg-Rothenfels, und hatte mit ihr zwei Söhne und drei Töchter.
Prinzessin Sophie hatte zuvor in erster Ehe am 24. März 1841 in Kleinheubach (Landkreis Miltenberg, Bayern) Franz Josef Prinz zu Salm-Salm (* 5. Juli 1801 in Herten, Kreis Recklinghausen, Nordrhein-Westfalen; † 31. Dezember 1842 in Bonn) geheiratet.

## Leben

### Jugend in Deutschland
Solms, mit dem englischen, preußischen, russischen und belgischen Königshaus verwandt, erlernte drei Sprachen sowie das Rechtswesen, musste aber die Offizierslaufbahn einschlagen. Im Jahr 1839 wurde er wegen „Abwesenheit von der Truppe“ von einem preußischen Militärgericht zu einem viermonatigen Gefängnisaufenthalt verurteilt.
Nach der Lösung seiner morganatischen Ehe mit Louise Beyrich, der späteren Louise von Schönau, im Jahr 1841 trat er – besser: er musste es wohl auf Druck des Fürstenhauses zur Vermeidung weiterer Familienschande – unverzüglich in die österreichisch-ungarische Armee ein und wurde dort Kapitän (Hauptmann) der Kavallerie. Nach einigen Kampfeinsätzen lag er in Biebrich am Rhein in Garnison und begann sich für Texas zu interessieren, zumal das Thema der Auswanderung in dieses „gelobte Land“ durch verschiedene Bücher gerade sehr aktuell war.
Solms wurde Gründungsmitglied des „Vereins zum Schutze deutscher Einwanderer in Texas“, der am 20. April 1842 von 21 Adligen in Biebrich gegründet und wegen seiner Nähe zu Mainz auch kurz „Mainzer Adelsverein“ genannt wurde.

### Aufenthalt in Texas
Solms ließ sich für ein Jahr von der Armee beurlauben und ging im Auftrag dieses Vereins als dessen erster Generalkommissar in die USA. Zunächst reiste er mit seiner Begleitung – hierzu gehörte auch der 19-jährige Husaren-Offizier Hans von Specht – nach Liverpool (England), das er am 19. Mai in Richtung Nordamerika verließ. Am 31. Mai erreichte er Boston in Massachusetts. Entlang des Ohio Rivers und des Mississippi Rivers kam der Tross nach New Orleans (Louisiana) und erreichte schließlich am 1. Juli 1844 Galveston in Texas. Solms hatte den Auftrag, in Texas Land zu beschaffen. Er gründete in der Matagorda Bay einen für die Ankunft der Siedler gedachten Hafen namens „Carlshafen“, der später den Namen Indianola bekam. Im Dezember empfing Solms dort bereits die ersten 200 Familien, die nach 10-wöchiger Überfahrt eingetroffen waren; viele der Passagiere hatten allerdings die Strapazen der Reise nicht überlebt. Zu allem Unglück gab es auch noch kein Land. Erst am 18. März 1845 kaufte Solms 500 Hektar Land direkt am Zusammenfluss vom Comal River und Guadalupe River an der Straße von San Antonio nach Austin, auf dem dann endlich bei Ankunft des ersten Siedlertrecks am 21. März die Ortschaft Neu-Braunfels (New Braunfels) gegründet werden konnte – in den 1850er Jahren schon die viertgrößte Stadt in Texas.

### Offizier zweier Armeen
Solms kehrte am 15. Mai 1845 nach Deutschland zurück, nachdem er durch Otfried Hans Freiherr von Meusebach erfolgreich ersetzt worden war, und trat wieder in die Armee ein. Ein Jahr später verließ er die österreichische Armee und wechselte als Oberstleutnant zur Großherzoglich Hessischen Armee. Doch schon 1850 kehrte er zur österreichischen Armee zurück und wurde 1859 Kommandeur einer Dragoner-Brigade am Bodensee. Im Deutschen Krieg von 1866 kämpfte Solms als österreichisch-ungarischer Generalmajor und Brigadekommandeur der 1. Reserve-Kavallerie-Division im 10. Armee-Korps unter dem Kommando von Feldmarschall Ludwig Freiherr von Gablenz und nahm am 27. Juni 1866 an der Schlacht bei Wysokow (heute: Vysokov, Tschechien) teil.

### Ruhestand
Im Jahr 1868 schied Solms im Rang eines Feldmarschalleutnants und als Oberst-Inhaber des K.u.k. Galizisch-Bukowina’schen Dragoner-Regiments „Erzherzog Albrecht“ Nr. 9 aus der k.u.k. Armee aus und zog sich auf sein Schloss Rheingrafenstein bei Kreuznach an der Nahe zurück.
Solms starb am 13. November 1875 und wurde auf dem Stadtfriedhof von Kreuznach begraben.
Seine Weggefährten, aber auch Historiker, gaben ihm die Spitznamen „Texas-Carl“, „Texas Don Quichote“ oder „Letzter Ritter des Mittelalters“, womit sein Charakter und Temperament umfassend beschrieben sind.